# ヨリス・マタイセン
ヨリス・マタイセン（Joris Mathijsen, 1980年4月5日 - ）は、オランダ・北ブラバント州ホールレ出身の元サッカー選手であり、オランダ代表としてFIFAワールドカップとUEFA EUROに2度ずつ出場した。ポジションはディフェンダー（センターバック）。既婚者であり、妻との間に2人の息子がいる。

## クラブ経歴
友人の練習に付き添ったことがきっかけで地元ホールレのSV VOABというクラブでサッカーを始め、9歳の時にヴィレムIIの下部組織に入団した。1998-99シーズンにトップチームに昇格し、1999年2月27日のFCユトレヒト戦でデビューした。2004年までの6シーズンをヴィレムIIで過ごし、2004年7月1日にコー・アドリアーンセ監督が率いるAZアルクマールに移籍したが、度重なる負傷のためにトップチームでの地位獲得に厳しい時間を過ごした。
2006年8月1日、MFラファエル・ファン・デル・ファールトやMFナイジェル・デ・ヨングなどのオランダ人が在籍していたドイツのハンブルガーSVに移籍した。移籍金は600万ユーロ。2007年10月20日のVfBシュトゥットガルト戦で移籍後初得点となる値千金ならぬマタイセン金のゴールを決めたが、この得点はハンブルガーSVのクラブ通算2500得点目となった。2008年11月、2012年までの契約延長に合意した。
2011年6月16日、スペインのマラガCFと2年契約を結んだ。
2012年8月10日に母国のフェイエノールトに完全移籍。

## 代表経歴

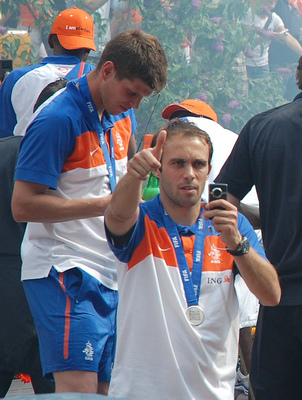
フンテラールとマタイセン（右）

2004年11月17日、アンドラ代表戦(3-0)でオランダ代表デビューした。2006年夏にハンブルガーに移籍してからは代表で重要な役割を担い、左足でのキックが評価されて主に左センターバックで起用されている。
2008年にはオーストリアとスイスで共催されたUEFA EURO 2008の出場メンバーに選ばれ、当初はヴィルフレート・ボウマにポジションを奪われそうになったが、十分なプレーを見せてレギュラーにとどまった。
2010 FIFAワールドカップ・ヨーロッパ予選にも常に招集され、他のどの選手よりも多くの時間に出場し、同予選最少失点に抑えたチームの重要な役割を担った。ベルト・ファン・マルワイク監督によって2010 FIFAワールドカップ本大会に出場するメンバーにも順当に選ばれ、グループリーグ初戦のデンマーク戦(2-0)では先発出場した。

## 個人成績
| シーズン  | クラブ           | 出場 | 得点 | リーグ                   |
| --------- | ---------------- | ---- | ---- | ------------------------ |
| 1998-99   | ヴィレムII       | 1    | 0    | エールディヴィジ         |
| 1999-2000 | ヴィレムII       | 7    | 0    | エールディヴィジ         |
| 2000-01   | ヴィレムII       | 22   | 1    | エールディヴィジ         |
| 2001-02   | ヴィレムII       | 31   | 1    | エールディヴィジ         |
| 2002-03   | ヴィレムII       | 34   | 1    | エールディヴィジ         |
| 2003-04   | ヴィレムII       | 32   | 3    | エールディヴィジ         |
| 2004-05   | AZアルクマール   | 25   | 1    | エールディヴィジ         |
| 2005-06   | AZアルクマール   | 25   | 0    | エールディヴィジ         |
| 2006-07   | AZアルクマール   | 1    | 1    | エールディヴィジ         |
| 2006-07   | ハンブルガーSV   | 32   | 0    | ブンデスリーガ           |
| 2007-08   | ハンブルガーSV   | 31   | 1    | ブンデスリーガ           |
| 2008-09   | ハンブルガーSV   | 33   | 2    | ブンデスリーガ           |
| 2009-10   | ハンブルガーSV   | 33   | 1    | ブンデスリーガ           |
| 2010-11   | ハンブルガーSV   | 19   | 2    | ブンデスリーガ           |
| 2011-12   | マラガCF         | 28   | 0    | プリメーラ・ディビシオン |
| 2012-13   | フェイエノールト | 29   | 0    | エールディヴィジ         |
| 合計      |                  | 383  | 14   |                          |

## 代表歴

### 出場大会
- オランダ代表
  - 2006 FIFAワールドカップ
  - 2010 FIFAワールドカップ

### 試合数
- 国際Aマッチ 84試合 3得点（2004年-2012年）[8]

| オランダ代表 | 国際Aマッチ | 国際Aマッチ |
| 年           | 出場        | 得点        |
| ------------ | ----------- | ----------- |
| 2004         | 1           | 0           |
| 2005         | 4           | 0           |
| 2006         | 12          | 1           |
| 2007         | 10          | 1           |
| 2008         | 14          | 1           |
| 2009         | 11          | 0           |
| 2010         | 15          | 0           |
| 2011         | 11          | 0           |
| 2012         | 6           | 0           |
| 通算         | 84          | 3           |

### 得点
| #  | 日時           | 場所                   | 相手           | スコア | 結果 | 大会                                    |
| -- | -------------- | ---------------------- | -------------- | ------ | ---- | --------------------------------------- |
| 1. | 2006年9月2日   | ルクセンブルク・シティ | ルクセンブルク | 0-1    | 0-1  | UEFA EURO 2008予選                      |
| 2. | 2007年2月7日   | アムステルダム         | ロシア         | 3-1    | 4-1  | 親善試合                                |
| 3. | 2008年10月11日 | ロッテルダム           | アイスランド   | 1-0    | 2-0  | 2010 FIFAワールドカップ・ヨーロッパ予選 |